# 威尔逊总统广场 (第戎)
威尔逊总统广场（Place du Président-Wilson）是法国勃艮第第戎市中心的一个大型广场，是该市最大的一个广场。1972年列为法国历史古迹。2015年作为“勃艮第葡萄园”的一部分列为世界遗产。

## 历史

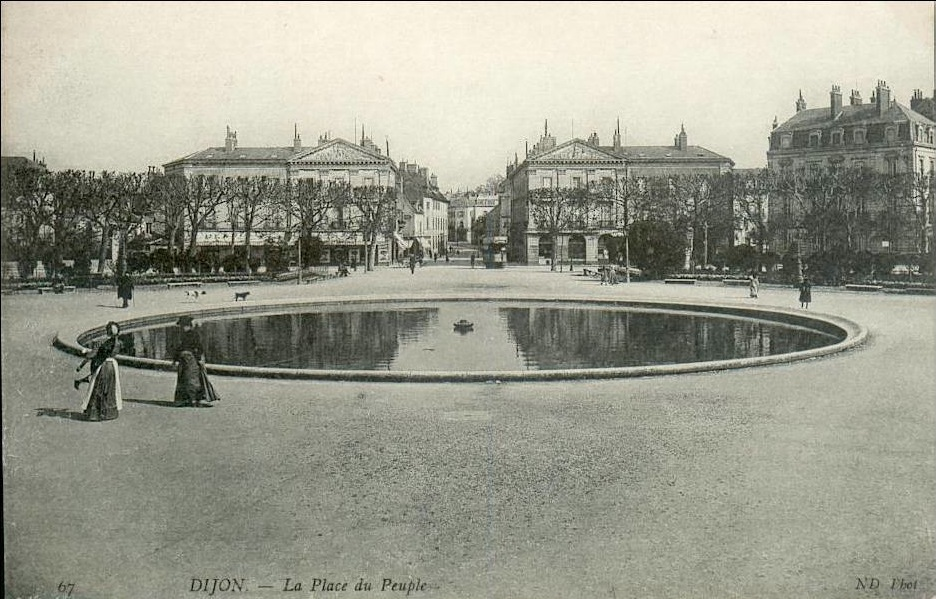

该广场于17世纪美化城市时开辟，原名人民广场（place du Peuple）。广场上有新哥特式的圣伯多禄堂、音乐台（kiosque à musique）、喷泉等。路易十四曾说过，公园里的小径是最美的。
2015年1月11日，第戎的2015年共和游行从达西广场开始，然后到达威尔逊总统广场，共有35000人参加。 

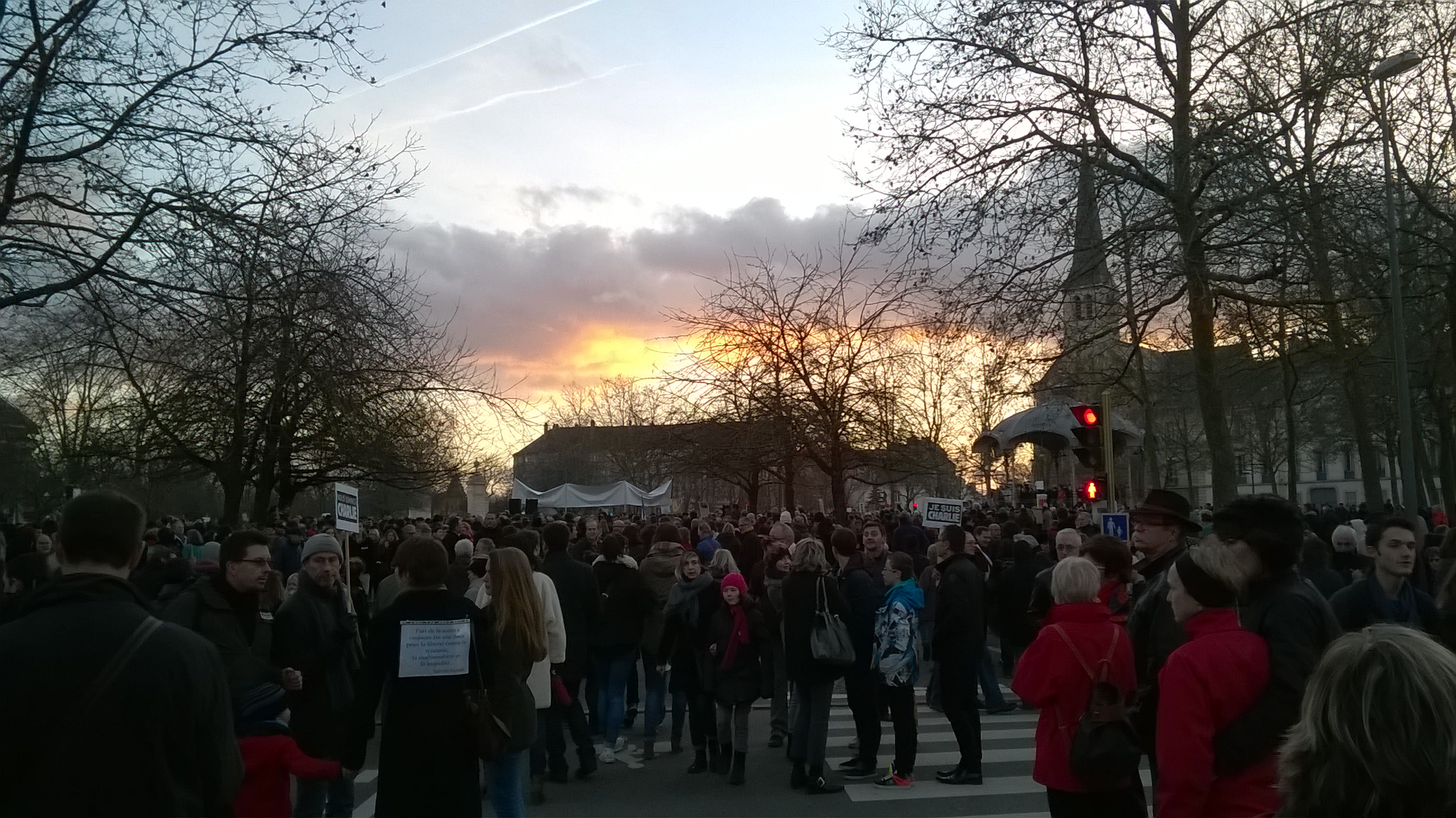
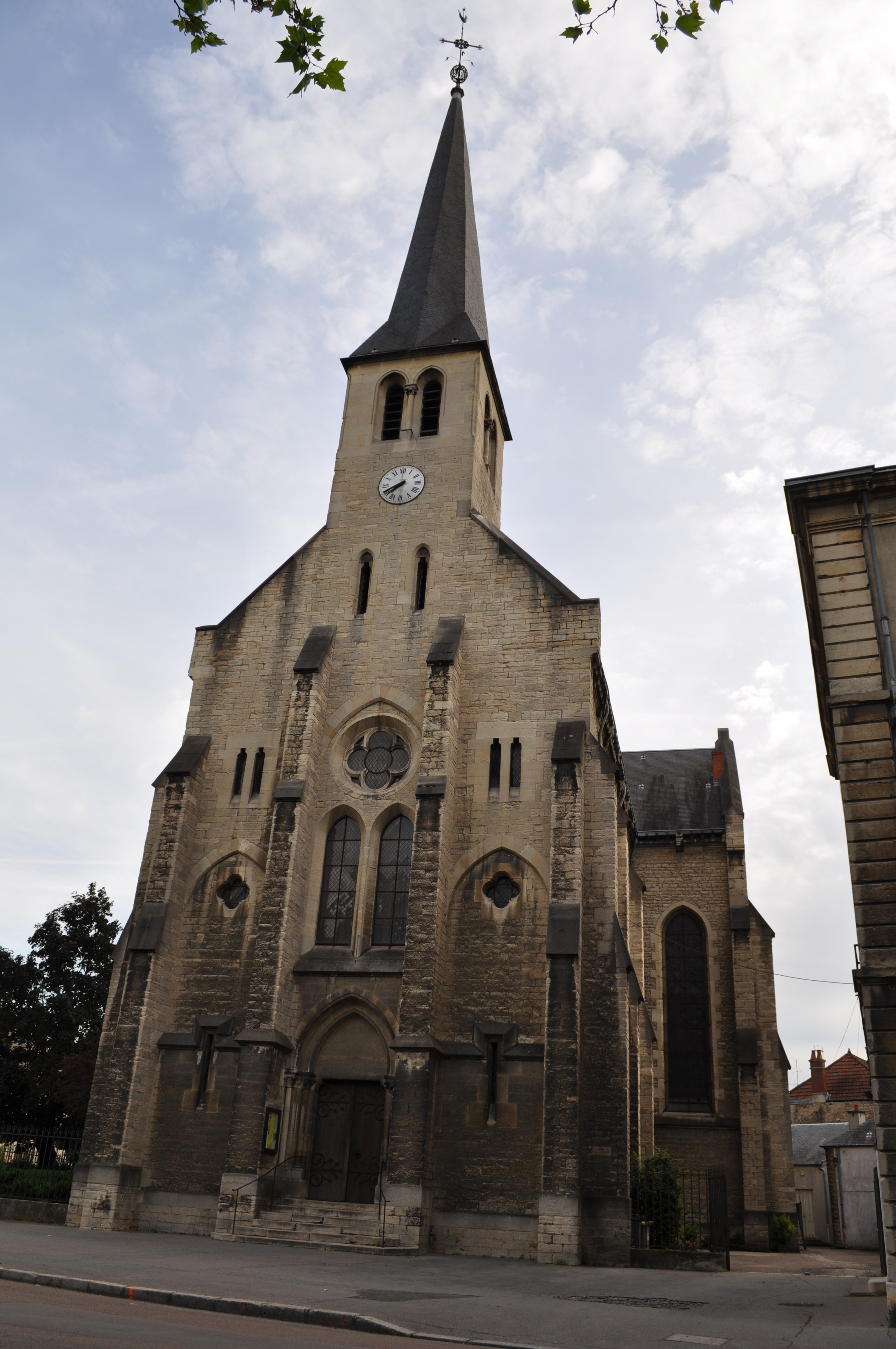
圣伯多禄堂
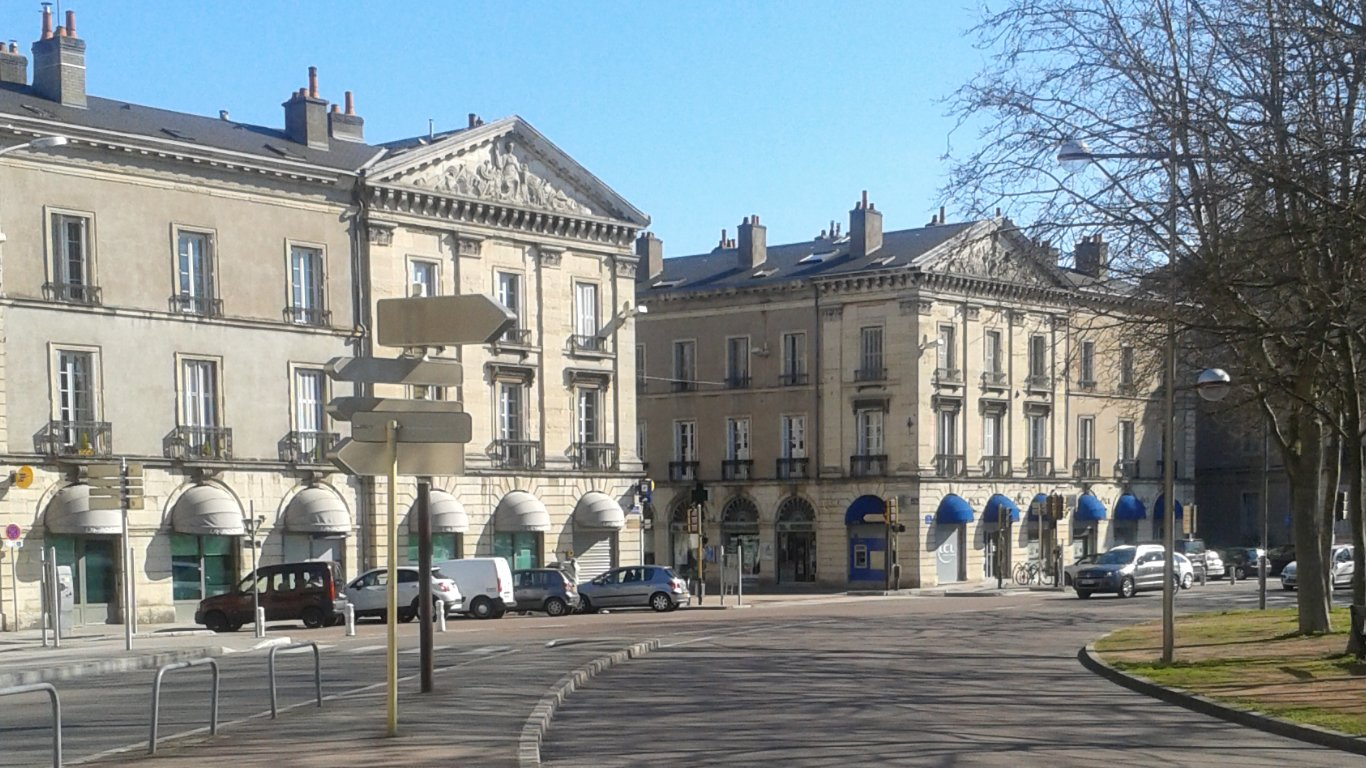
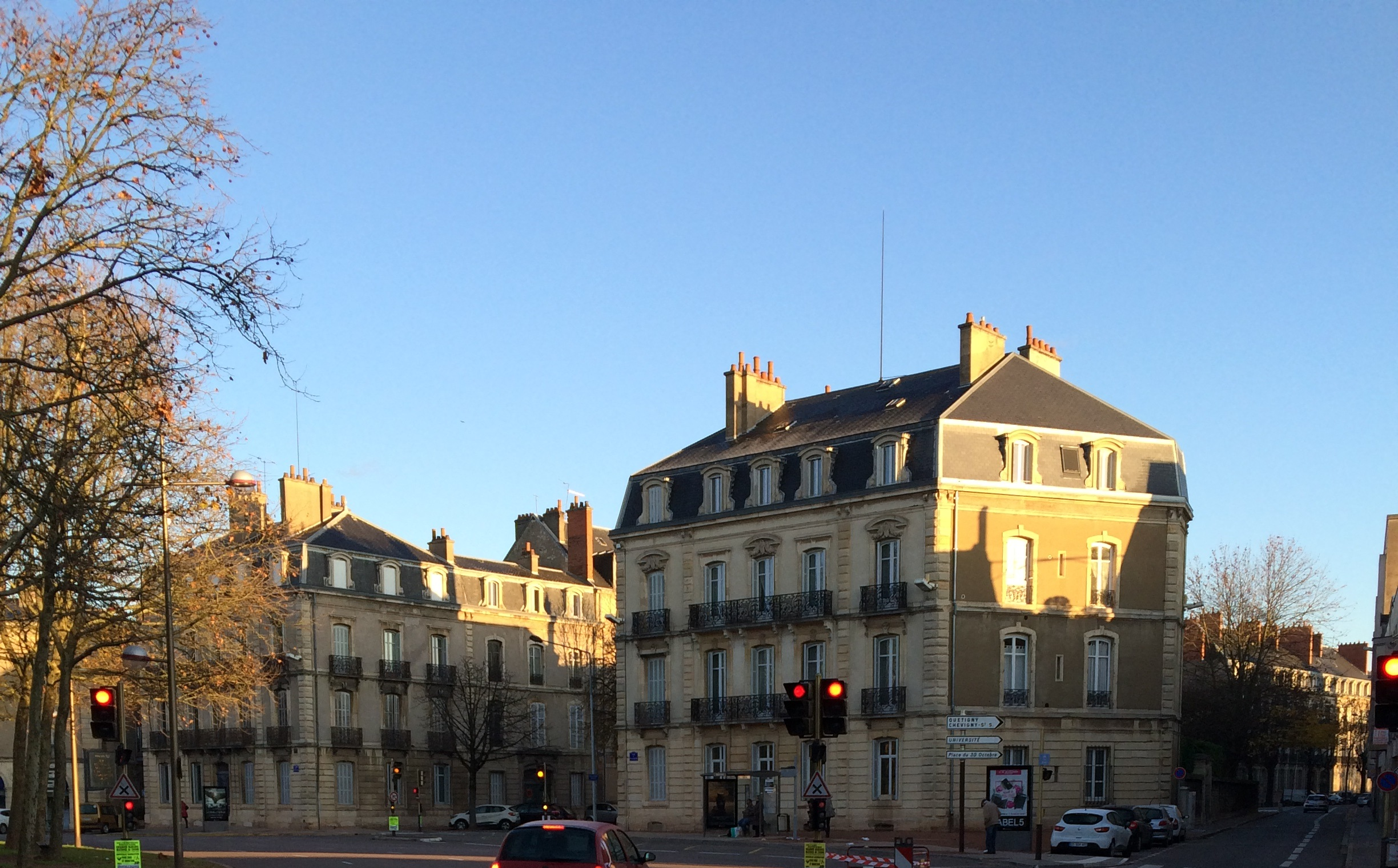
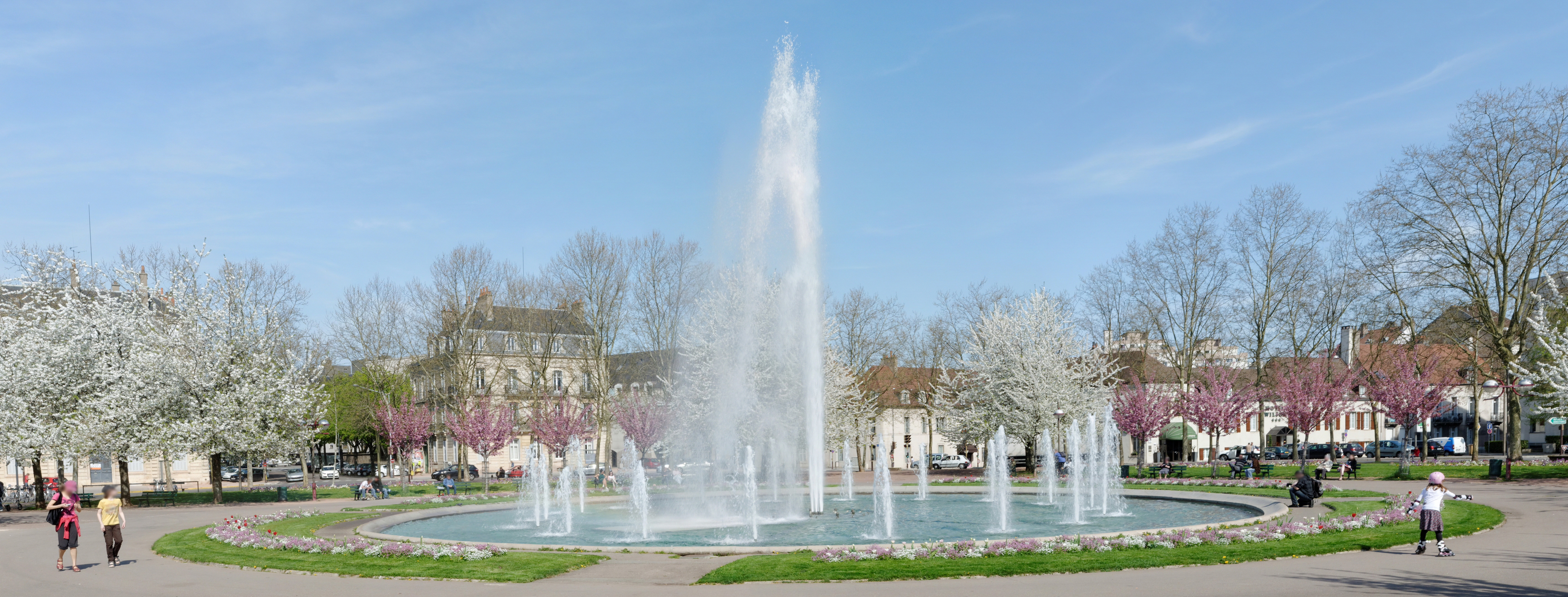
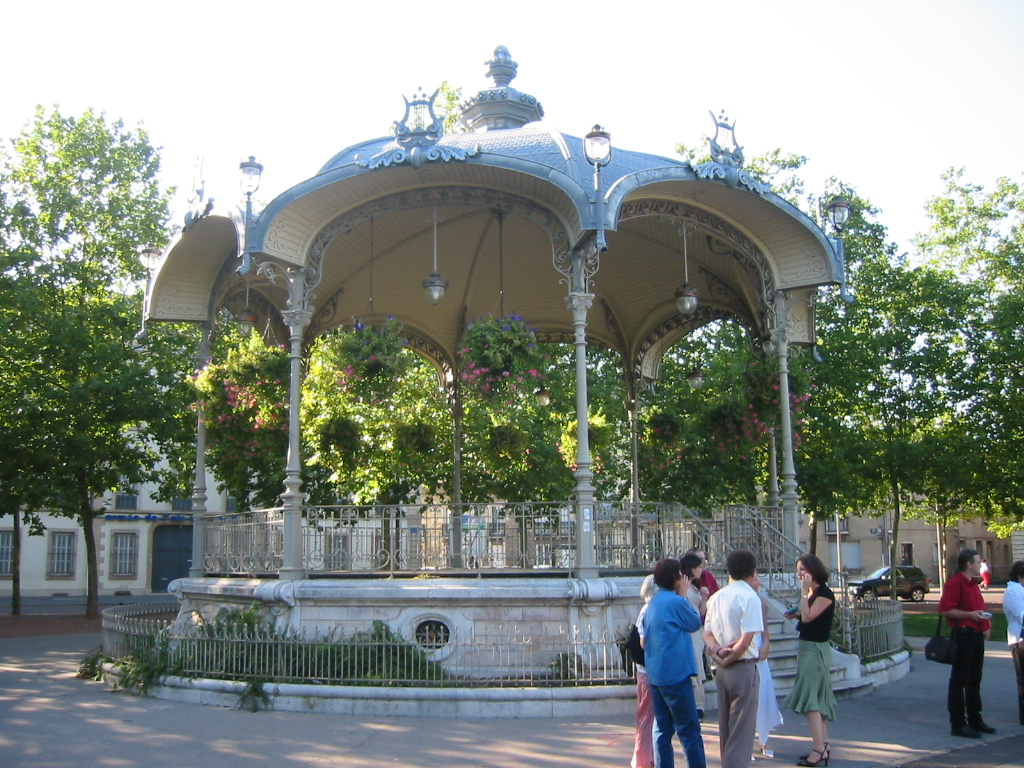
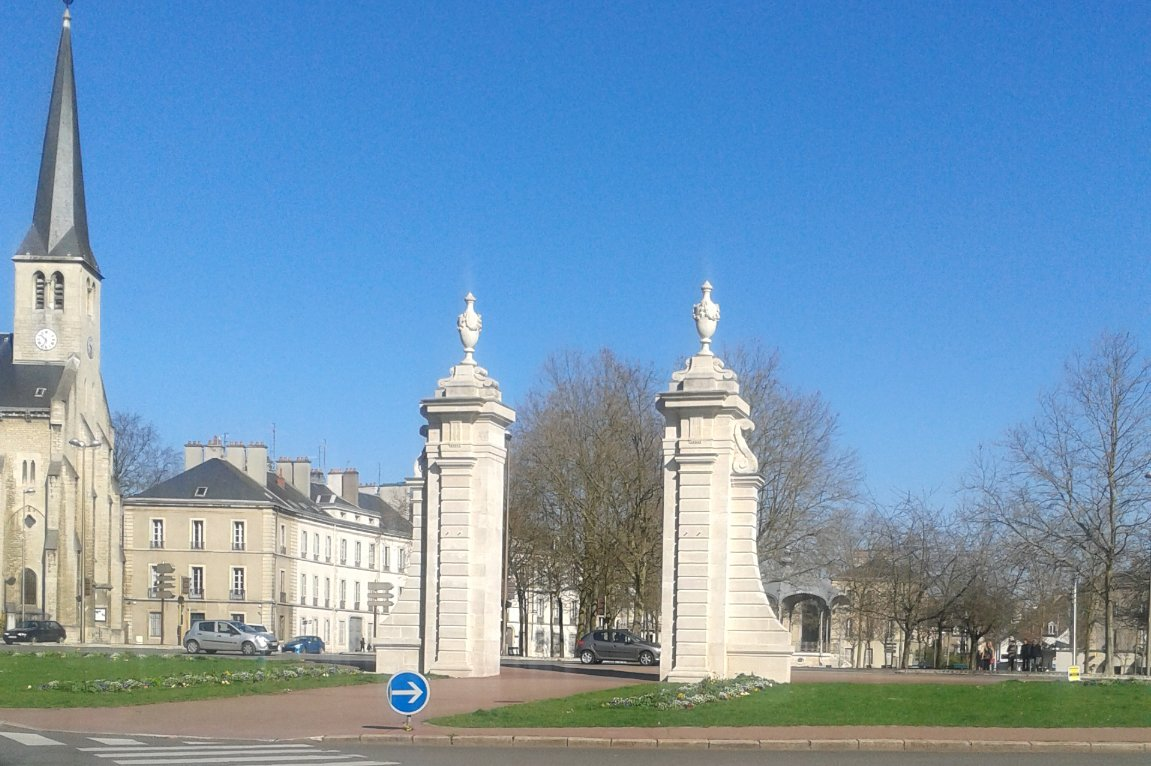
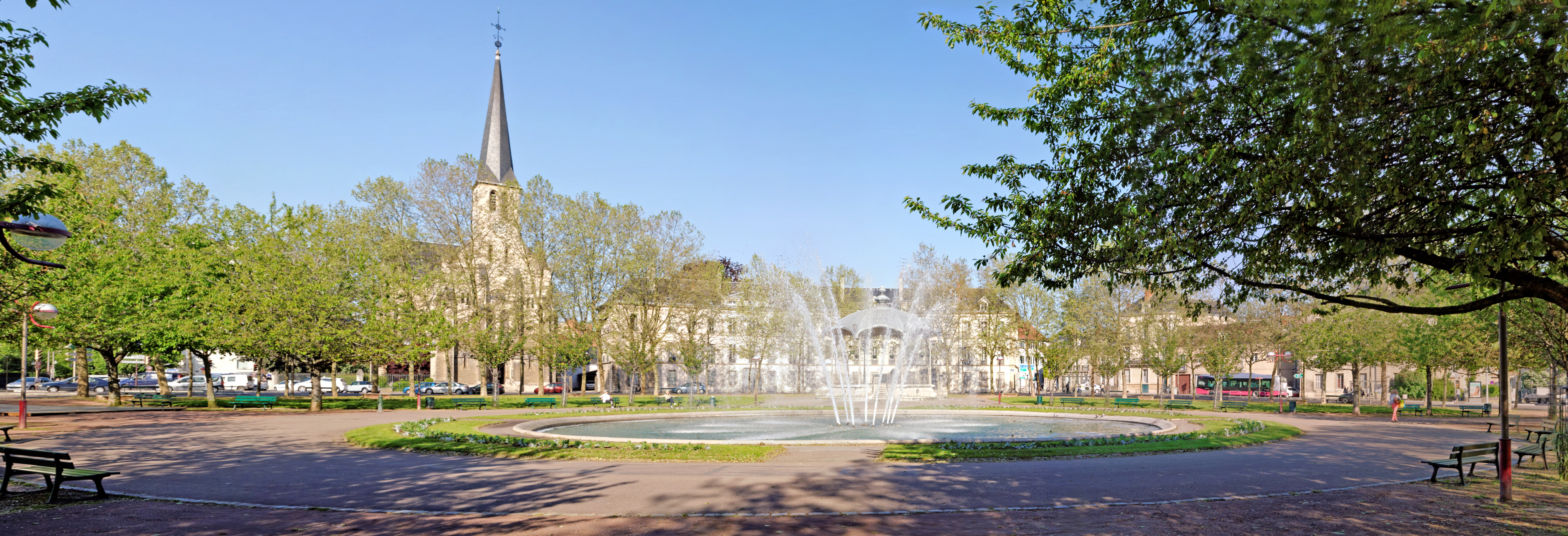